# Рудники (Ивано-Франковская область)
Ру́дники (укр. Рудники) — село в Заболотовской поселковой общине Коломыйского района Ивано-Франковской области Украины.
Население по переписи 2001 года составляло 1429 человек. Занимает площадь 3,5 км². Почтовый индекс — 78352. Телефонный код — 03476.